# St. Andrä im Lungau
St. Andrä im Lungau ist eine der 15 Gemeinden im Bezirk Tamsweg im Land Salzburg in Österreich mit 756 Einwohnern (Stand 1. Jänner 2024).

## Geografie
Das Gemeindegebiet hat eine Fläche von rund zehn Quadratkilometer und liegt auf über 1000 Meter Seehöhe an der Mündung des Göriachbaches in die Taurach.

### Gemeindegliederung
Das Gemeindegebiet der Gemeinde St. Andrä besteht aus der Katastralgemeinde St. Andrä und den Ortsgebieten Haslach, Lasa und Lintsching.

### Nachbargemeinden
| Göriach    |                                             | Lessach |
| Mariapfarr | Kompassrose, die auf Nachbargemeinden zeigt |         |
|            |                                             | Tamsweg |

## Geschichte
Das Gebiet war bereits in der Steinzeit bewohnt. Im Stodergrundgraben wurde ein steinzeitliches Messer gefunden. Die Herkunft eines Steinbeils, das im Schotter des Bahndammes gefunden wurde, ist nicht nachvollziehbar. Ebenfalls aus der Jungsteinzeit stammt ein dreieckiger Schalenstein, der im Ortsteil Lasa gefunden wurde.
Beginnend mit dem 12. Jahrhundert wurden im Lungau Gold, Silber und Eisen abgebaut. In St. Andrä stand ein Eisenhammerwerk, in dem Eisen veredelt wurde. Ein Teil davon wurde von den Bauern in der Umgebung im Nebenerwerb zu Hufeisen, Sensen, Sicheln und Messern geschmiedet.

## Politik

### Gemeinderat
| Gemeinderatswahl 2024Wahlbeteiligung: 80,9 % 6050403020100 44,7 % (−6,8 %p)41,0 % (+15,9 %p)14,3 % (−9,1 %p) ÖVPFPÖSPÖ20192024 |

Die Gemeindevertretung hat insgesamt 9 Mitglieder.
- Mit den Gemeindevertretungs- und Bürgermeisterwahlen in Salzburg 2004 hatte die Gemeindevertretung folgende Verteilung: 5 ÖVP, 3 SPÖ, und 1 FPÖ.
- Mit den Gemeindevertretungs- und Bürgermeisterwahlen in Salzburg 2009 hatte die Gemeindevertretung folgende Verteilung: 5 ÖVP, 3 SPÖ, und 1 FPÖ.[2]
- Mit den Gemeindevertretungs- und Bürgermeisterwahlen in Salzburg 2014 hatte die Gemeindevertretung folgende Verteilung: 5 ÖVP, 3 SPÖ, und 1 FPÖ.[3]
- Mit den Gemeindevertretungs- und Bürgermeisterwahlen in Salzburg 2019 hatte die Gemeindevertretung folgende Verteilung: 5 ÖVP, 2 FPÖ, und 2 SPÖ.[4]
- Mit den Gemeindevertretungs- und Bürgermeisterwahlen in Salzburg 2024 hat die Gemeindevertretung folgende Verteilung: 4 ÖVP, 4 FPÖ und 1 SPÖ.[5]

|  | Hier fehlt eine Grafik, die leider im Moment aus technischen Gründen nicht angezeigt werden kann. Wir arbeiten daran! |

### Bürgermeister
- 1974–1991 Alois Santner († 2023)[6]
- 1991–2004 Rupert Kocher[7]
- 2004–2009 Karl Brandstätter (ÖVP)[8]
- seit 2009 Heinrich Perner (ÖVP)[9]

### Wappen
Das Wappen der Gemeinde ist: „Ein roter Schild überzogen mit silbernem Andreaskreuz, dessen linker Balken belegt mit drei hintereinander aufwärts schwimmenden blauen Fischen.“

## Kultur und Sehenswürdigkeiten

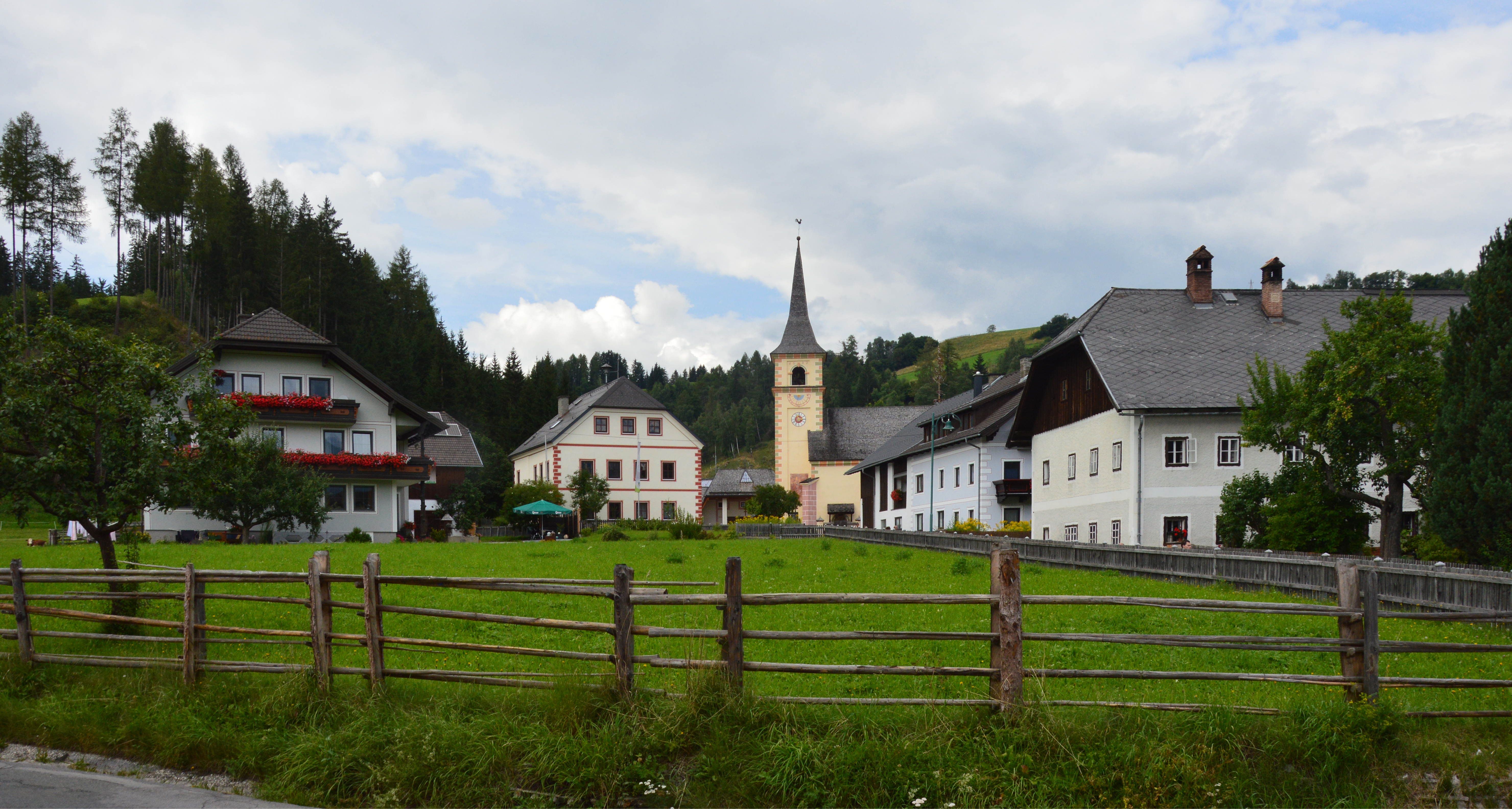
Blick auf den Dorfkern von St. Andrä

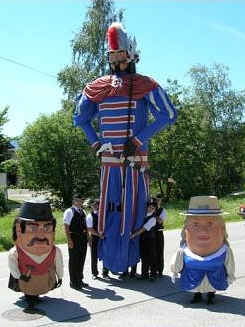
Samson von St. Andrä mit Zwergen

- Katholische Filialkirche St. Andrä im Lungau hl. Andreas
- Der Samsonumzug ist ein sehr alter Brauch im Lungau, bei dem die Riesenfigur des Samson durch den Ort getragen wird.

## Wirtschaft und Infrastruktur

### Wirtschaftssektoren
Von den 118 Arbeitsplätzen des Jahres 2011 entfielen rund ein Viertel auf die Landwirtschaft, ein Drittel auf den Produktionssektor und fast vierzig Prozent auf Dienstleistungen. Der Produktionssektor wird von der Bauwirtschaft beherrscht, die größten Arbeitgeber im Dienstleistungsbereich sind Beherbergung und Gastronomie sowie die sozialen und öffentlichen Dienste.

### Berufspendler
Im Jahr 2011 wohnten 350 Erwerbstätige in St. Andrä. Davon arbeitete weniger als ein Viertel in der Gemeinde, mehr als drei Viertel pendelten aus.

### Verkehr
Durch die Gemeinde verläuft die Turracher Straße B95, die von Klagenfurt in den Lungau führt und bei Mauterndorf in die Katschberg Straße mündet.

## Persönlichkeiten

### Ehrenbürger
Ehrenbürger der Gemeinde sind:
- Alois Santner († 2023), Bürgermeister von 1974 bis 1991
- Rupert Kocher, Bürgermeister von 1991 bis 2004
- Karl Brandstätter, Bürgermeister von 2004 bis 2009
- Josef Sagmeister, Ortsfeuerwehrkommandant von 1998 bis 2011